# Artemis Fowl: Opals Hævn
 For alternative betydninger, se Artemis Fowl. (Se også artikler, som begynder med Artemis Fowl)
Artemis Fowl: Opals Hævn er en ungdoms-fantasybog af den irske forfatter Eoin Colfer fra 2005. Det er den  fjerde bog i Artemis Fowl serien, og den fortsættes i Artemis Fowl: Den Tabte Koloni.
Igennem hele bogen følger man skiftevis fra menneskene og feernes synsvinkel.

## Handling
Artemis Fowl og hans betroede butler har fået fjernet alt om fe-verden i deres hukommelse, og det kunne ikke være sket på et dårligere tidspunkt. En gammel fjende vender tilbage, med en grufuld hævn over både Holly Short og Artemis Fowl. 